# Tracy G
Tracy G (Tracy Grijalva, 3 de enero de 1959 en Whittier, California), es un guitarrista estadounidense de heavy metal, conocido por haber pertenecido a Dio entre 1993 y 1999.
Tracy G grabó tres discos con la banda de Ronnie James Dio, Strange Highways, Angry Machines e Inferno - Last in Live. Dejó la banda en 1999 cuando se le pidió que tocase la guitarra rítmica, mientras Craig Goldy (que retornaba al grupo) tocaba la guitarra líder, lo cual no lo convenció y decidió retirarse.

## Discografía

### Dio
- Strange Highways (1993)
- Angry Machines (1996)
- Inferno - Last in Live (1998)
- Live in London, Hammersmith Apollo 1993 (2014)

### Swift Kick
- Long Live Rock (1984)

### Rags
- Tear 'Em Up (1988)

### WWIII
- WWIII (1990)

### Eightball Cholos
- Satan's Whore (1996)

### Tracy G
- The G Factory (1997)
- Compilation Volume I (1999)
- Baron Von Troglenstein (1999)
- A Spooky G X-Mas (2001)
- Katt Gutt (2001)
- Deviating From the Set List (2002)
- Grijalva (2007)
- A Frosty G Christmas (2009)

### Tracy G & The B.M.B.
- Watch Out for The Cucui (1999)

### Tracy G & Michael Beatty
- Me, Myself, and The Rain (1999)

### Tracy G & The Starr Track Vatos
- Stripper Bootleg Live (2002)

### The Tracy G Group
- The Tracy G Group (2003)
- Erector Pili (2006)
- Controlled Chaos (2011)

### Curly Fester and The Blues Quartet
- ...Live Sessions (2003)

### Driven
- Work in Progress (1999)
- Citizen X (1999)
- Driven (2000)
- Self Inflicted (2001)

### The Mark Bramlett Band
- Fast Women and Slow Horses (2000)

### Goad-ed
- Goad-ed (2005)
- To Die is Gain (2008)

### Epic
- Metaphor (2006)

### Vessyl
- Freakz Unite (2007)

### Robot Lords of Tokyo
- Virtue & Vice (2012)

### Pain Savior
- Dead Weight On A Dying Planet (2013)

### Barking Spider
- Warrior by Night (2014)